# Mateja Đorđević
Mateja Đorđević (in serbo Матеја Ђорђевић?; Belgrado, 17 gennaio 2003) è un calciatore serbo, difensore dell'Austin FC.

## Carriera

### Club
Ha giocato nella prima divisione serba.

### Nazionale
Ha giocato nelle nazionali giovanili serbe Under-16, Under-17, Under-19 ed Under-21.

## Statistiche

### Presenze e reti nei club
Statistiche aggiornate al 6 ottobre 2023.
| Stagione        | Squadra          | Campionato      | Campionato | Campionato | Coppe nazionali | Coppe nazionali | Coppe nazionali | Coppe continentali | Coppe continentali | Coppe continentali | Altre coppe | Altre coppe | Altre coppe | Totale | Totale | Totale |
| Stagione        | Squadra          | Comp            | Pres       | Reti       | Comp            | Pres            | Reti            | Comp               | Pres               | Reti               | Comp        | Pres        | Reti        | Pres   | Reti   |        |
| --------------- | ---------------- | --------------- | ---------- | ---------- | --------------- | --------------- | --------------- | ------------------ | ------------------ | ------------------ | ----------- | ----------- | ----------- | ------ | ------ | ------ |
| 2021-gen. 2022  | Partizan         | SL              | 0          | 0          | KS              | 0               | 0               | UECL               | 0                  | 0                  | -           | -           | -           | 0      | 0      |        |
| 2021-2022       | Voždovac         | SL              | 2          | 0          | KS              | -               | -               | -                  | -                  | -                  | -           | -           | -           | 2      | 0      |        |
| 2022-2023       | Voždovac         | SL              | 25         | 0          | KS              | 1               | 0               | -                  | -                  | -                  | -           | -           | -           | 26     | 0      |        |
| Totale Vozdovac | Totale Vozdovac  | Totale Vozdovac | 27         | 0          |                 | 1               | 0               |                    | -                  | -                  |             | -           | -           | 28     | 0      |        |
| 2023-2024       | TSC Bačka Topola | SL              | 5          | 0          | KS              | 0               | 0               | UCL+UEL            | 2+1                | 0                  | -           | -           | -           | 8      | 0      |        |
| Totale carriera | Totale carriera  | Totale carriera | 32         | 0          |                 | 1               | 0               |                    | 3                  | 0                  |             | -           | -           | 36     | 0      |        |